# Viervingerige rijsttenrek
De viervingerige rijsttenrek (Oryzorictes tetradactylus)  is een zoogdier uit de familie van de tenreks (Tenrecidae). De wetenschappelijke naam van de soort werd voor het eerst geldig gepubliceerd door Alphonse Milne-Edwards en Alfred Grandidier in 1882.

## Voorkomen
De soort komt voor in zuidoostelijk Madagaskar.